# Salimata Kamaté
Salimata Kamaté née le 1er janvier 1964 à Abidjan (Côte d'Ivoire) est une actrice ivoirienne.

## Biographie
Salimata Kamaté naît le 1er janvier 1964 à Abidjan (Côte d'Ivoire),,.

## Filmographie

### Télévision
- 2023 : En place, série Netflix : Simone Blé

### Cinéma
- 2011 : Intouchables d'Éric Toledano et Olivier Nakache : Fatou Bassari, la tante et mère adoptive de Driss
- 2014 : Qu'est-ce qu'on a fait au Bon Dieu ? de Philippe de Chauveron : Madeleine Koffi
- 2019 : Qu'est-ce qu'on a encore fait au Bon Dieu ? de Philippe de Chauveron : Madeleine Koffi
- 2021 : Qu'est-ce qu'on a tous fait au Bon Dieu ? de Philippe de Chauveron : Madeleine Koffi
- 2022 : Saint Omer d'Alice Diop : Odile Diatta
- 2024 : Petites mains de Nessim Chikhaoui : Violette
- 2025 : Prosper de Yohann Gloaguen : la mère de Prosper